# Antoine Bruni d’Entrecasteaux
Antoine Raymond Joseph de Bruni d’Entrecasteaux (ur. 8 listopada 1737 na zamku Entrecasteaux, w pobliżu Entrecasteaux, zm. 21 lipca 1793 na oceanie) – francuski nawigator, podróżnik i odkrywca, który badał wybrzeża Australii w latach 1792–1793, w trakcie wyprawy wysłanej na poszukiwania zaginionej bez śladu ekspedycji La Pérouse’a. Jego badania w znacznym stopniu przyczyniły się do poznania wybrzeży Australii i archipelagów mórz południowych.

## Młodość
Podstawowe wykształcenie zdobywał w szkole jezuickiej i wszystko wskazywało na to, że pisane jest mu życie klasztorne. Jednak dzięki interwencji ojca, w roku 1754 wstąpił do Marine Royale. Podczas działań zmierzających do odzyskania Balearów przez Hiszpanię d’Entrecasteaux był podchorążym na pokładzie okrętu La Minerve, zaś w kwietniu 1757 roku został awansowany do stopnia podporucznika. Jego dalsza kariera w marynarce zapowiadała się nieciekawie, przez jakiś czas sprawował funkcje administracyjne w wydziale ds. portów i arsenałów i dopiero w roku 1785 uzyskał stanowisko dowódcy flotylli w Indiach Wschodnich. Pełniąc tę funkcję wytyczył nową drogę do Kantonu przez Cieśninę Sundajską i Moluki, szczególnie dogodną w okresie południowo-wschodniego monsunu. Wkrótce też został mianowany gubernatorem kolonii francuskiej na wyspie Mauritius.

## Wyprawa poszukiwawcza

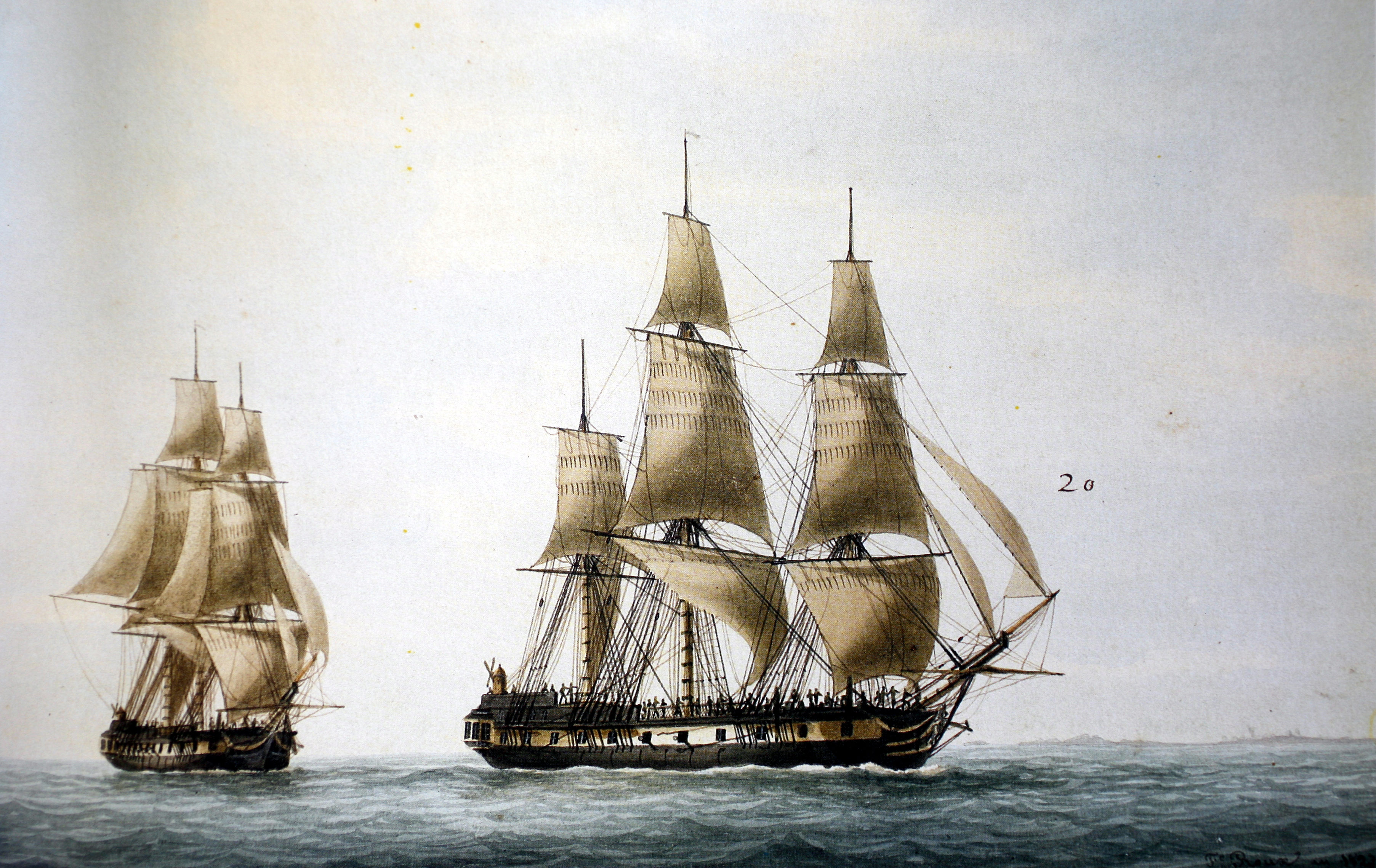
Fregaty La Recherche i L’espérance

We wrześniu roku 1791 francuskie Zgromadzenie Narodowe postanowiło wysłać ekspedycję, której naczelnym zadaniem miało być odnalezienie Jean-François de La Pérouse’a, o którym nie posiadano żadnych wiadomości od czasu, gdy jego statki opuściły Botany Bay w marcu 1788. D’Entrecasteaux został wyznaczony na dowódcę tej ekspedycji. Jego okrętem flagowym była 500-tonowa fregata La Recherche, a zastępcą dowódcy d’Hesmity-d’Auribeau. Drugą fregatą, L’Espérance, dowodził Jean-Michel Huon de Kermadec, a jego zastępcą był Denis de Trobriand, który przeszedł do historii jako dawca nazwy Wyspom Trobriandzkim. W ekspedycji wziął również udział znakomity kartograf i hydrograf, Charles-François Beautemps-Beaupré.
Przed opuszczeniem Brestu, 28 września 1791 roku d’Entrecasteaux został awansowany do stopnia kontradmirała. Zgodnie z planem podróży okręty miały skierować się ku brzegom Nowej Holandii (Australia), a następnie – począwszy od Cape Leeuwin – płynąć dalej na południe, aż do Ziemi van Diemena (Tasmania), sprawdzając po drodze każdą mijaną zatokę. Następnie fregaty miały skierować się ku Wyspom Przyjacielskim (Tonga), mijając od północy wyspy Nowej Zelandii, po czym żeglować dalej zgodnie z planem wyprawy La Pérouse’a. Przypuszczano, że La Pérouse miał zamiar badać Nową Kaledonię i Luizjady, po czym pokonać Cieśninę Torresa, by zbadać obszerną zatokę Carpentaria i północne wybrzeża Nowej Holandii.
Plan uległ jednak zmianie, bowiem gdy d’Entrecasteaux dotarł do Zatoki Stołowej 17 stycznia 1792, otrzymał informację, że kapitan John Hunter (późniejszy gubernator Nowej Południowej Walii) widział ostatnio u wybrzeży Wysp Admiralicji łodzie tubylcze z krajowcami poubieranymi we francuskie kurtki mundurowe. Mimo że Hunter zaprzeczył tym doniesieniom, a Francuzi wiedzieli o jego zaprzeczeniu, d’Entrecasteaux zdecydował o wzięciu kursu wprost na Wyspy Admiralicji, zatrzymując się jedynie w Ziemi van Diemena dla uzupełnienia zapasów wody i dania kilku dni wytchnienia załogom. 20 kwietnia 1792 z okrętów dostrzeżono pierwszy cel podróży, a w trzy dni później fregaty zakotwiczyły w zatoce, którą nazwano Zatoką Poszukiwań. Przez następne pięć tygodni Francuzi prowadzili dokładne badania tej części Tasmanii. 28 maja okręty podniosły kotwice i ruszyły w dalszą drogę.
17 czerwca dotarły do Wyspy Sosen, na południe od Nowej Kaledonii. Stamtąd d’Entrecasteaux pożeglował prosto na północ, przepływając koło Wysp Salomona i pokonując cieśninę pomiędzy Nową Irlandią a Nową Brytanią, by 28 lipca dostrzec południowo-wschodnie wybrzeża Wysp Admiralicji. Po trzech dniach dokładnych badań archipelagu d’Entrecasteaux musiał uznać pogłoski, jakie dotarły doń w Zatoce Stołowej, za fałszywe, wobec czego skierował okręty ku wyspie Ambon, gdzie uzupełniono zapasy.
Po opuszczeniu 14 października Amboiny d’Entrecasteaux ruszył ku Cape Leeuwin, by powrócić na planowany szlak poszukiwań. W ich trakcie pogoda pogorszyła się do tego stopnia, że nie zdołano odnaleźć Zatoki Króla Jerzego, odkrytej przez Vancouvera. Płynąc dalej na wschód Francuzi znaleźli się w plątaninie licznych wysepek i niebezpiecznych płycizn, noszących dziś miano Archipelagu Recherche. Tam ogarnął ich 12 grudnia silny sztorm, który omal nie zatopił obu fregat. Na szczęście udało się znaleźć bezpieczne kotwicowisko i przetrwać najgorsze. Już 18 grudnia okręty były ponownie w drodze, wchodząc na wody Wielkiej Zatoki Australijskiej, lecz tu brzegi okazały się prawie niedostępne, a na okrętach zaczynało brakować wody. W tej sytuacji 4 stycznia 1793 roku d’Entrecasteaux został zmuszony do opuszczenia wybrzeży i pożeglowania wprost ku Ziemi van Diemena.
Fregaty rzuciły kotwice w Zatoce Poszukiwań 22 stycznia. Spędzono tam pięć tygodni, zaopatrując się w wodę i owoce, a jednocześnie prowadząc eksplorację zarówno geograficzno-kartograficzną, jak i botaniczno-zoologiczną. Beautemps-Beaupré, w towarzystwie innych oficerów, spenetrował Storm Bay, która okazała się ujściem rzeki. Nazwali ją Rivière du Nord, ale w kilka miesięcy później została przemianowana na Derwent przez brytyjskiego podróżnika Johna Hayesa.
28 lutego d’Entrecasteaux pożeglował zgodnie z planem na wschód, mijając Nową Zelandię i wyspy Kermadec. Na Wyspach Przyjacielskich przekonał się, że Tongijczycy doskonale pamiętają Cooka i Bligha, ale nigdy nie słyszeli o La Pérousie. Pożeglował więc z powrotem ku Nowej Kaledonii, gdzie rzucił kotwice w zatoce Balade. Daremne poszukiwania La Pérouse’a kontynuowano żeglując najpierw ku wyspom Santa Cruz (nie zbadano ich dokładnie, tracąc szansę na rozwiązanie zagadki), następnie wzdłuż południowych wybrzeży Wysp Salomona i północnej krawędzi Luizjadów, przez Cieśninę Dampiera, wzdłuż północnych wybrzeży Nowej Brytanii, południowej krawędzi archipelagu Admiralicji, a wreszcie na północ od Nowej Gwinei i ponownie na południe ku Molukom.
Tymczasem na pokładach okrętów nie działo się najlepiej, jako że, podczas gdy oficerowie w większości byli rojalistami, załogi opanował rewolucyjny nastrój. W dodatku Kermadec zmarł na gruźlicę w Zatoce Balade, a 21 lipca 1793 zmarł na szkorbut sam d’Entrecasteaux. W tej sytuacji dowodzenie wyprawą przejął d’Auribeau, zaś de Rossel zajął miejsce Kermadeca. Nowy dowódca poprowadził okręty do Surabai. Tam dowiedziano się, że we Francji proklamowano Republikę, więc 18 lutego 1794 roku d’Auribeau przekazał obie fregaty władzom holenderskiej kolonii, by nowe władze rewolucyjne w Paryżu nie mogły mieć z nich pożytku. D’Auribeau zmarł miesiąc później, a de Rossel opuścił Jawę w styczniu 1795 roku na pokładzie holenderskiego statku i w kwietniu dotarł do Zatoki Stołowej. Stąd – niespodziewanie – statek odpłynął z dokumentacją ekspedycji, ale bez Rossela; statek ten wpadł wkrótce w ręce Brytyjczyków. Rossel wsiadł na pokład brygu marynarki wojennej, chcąc się w ten sposób dostać do Europy, ale i bryg został przechwycony przez okręty Royal Navy. Po zawarciu pokoju w Amiens w roku 1802, wszystkie papiery zostały zwrócone Rosselowi, co umożliwiło mu opublikowanie relacji z wyprawy.